# Lepitrichula luberoensis
Lepitrichula luberoensis är en skalbaggsart som beskrevs av Louis Burgeon 1945. Lepitrichula luberoensis ingår i släktet Lepitrichula och familjen Melolonthidae. Inga underarter finns listade i Catalogue of Life.